# Stewartville
Stewartville és una població dels Estats Units a l'estat de Minnesota. Segons el cens del 2000 tenia 5.411 habitants.

## Demografia
Segons el cens del 2000, Stewartville tenia 5.411 habitants, 2.013 habitatges, i 1.417 famílies. La densitat de població era de 994,9 habitants per km².
Dels 2.013 habitatges en un 41,8% hi vivien nens de menys de 18 anys, en un 55,9% hi vivien parelles casades, en un 10,7% dones solteres, i en un 29,6% no eren unitats familiars. En el 23,8% dels habitatges hi vivien persones soles el 9,7% de les quals corresponia a persones de 65 anys o més que vivien soles. El nombre mitjà de persones vivint en cada habitatge era de 2,61 i el nombre mitjà de persones que vivien en cada família era de 3,13.
Per edats la població es repartia de la següent manera: un 30,2% tenia menys de 18 anys, un 8,2% entre 18 i 24, un 30,6% entre 25 i 44, un 19,2% de 45 a 60 i un 11,8% 65 anys o més.
L'edat mediana era de 33 anys. Per cada 100 dones de 18 o més anys hi havia 85,2 homes.
La renda mediana per habitatge era de 44.135 $ i la renda mediana per família de 52.037 $. Els homes tenien una renda mediana de 34.162 $ mentre que les dones 24.838 $. La renda per capita de la població era de 18.780 $. Entorn del 2,9% de les famílies i el 5,4% de la població estaven per davall del llindar de pobresa.

## Poblacions més properes
El següent diagrama mostra les poblacions més properes.